# Stenodryas bicoloripes
Stenodryas bicoloripes är en skalbaggsart som först beskrevs av Maurice Pic 1922.  Stenodryas bicoloripes ingår i släktet Stenodryas och familjen långhorningar.
Artens utbredningsområde är Laos. Inga underarter finns listade i Catalogue of Life.